# Postulati di Koch
I postulati di Koch (o postulati di Henle-Koch) sono dei criteri destinati a stabilire la relazione di causa-effetto che lega un microrganismo a una malattia. 

Robert Koch fu il primo ad adottare sperimentalmente alcuni criteri, già in precedenza formulati da Friedrich Gustav Jakob Henle, che altro non sono se non quattro regole generali per stabilire se un certo microrganismo sia o meno la causa di una certa malattia. 
Koch isolò dai tessuti di animali malati i bacilli del carbonchio, li coltivò in laboratorio e ne identificò il ciclo vitale di tipo sporigeno. Attraverso l'inoculazione delle cellule in animali non affetti da alcuna patologia osservò l'insorgenza della malattia e la possibilità di isolare tale microrganismo dal tessuto degli animali infettati sperimentalmente. Questi criteri sono conosciuti appunto come postulati di Koch.

## Postulati di Koch
I postulati sono i seguenti:
1. il presunto agente responsabile della malattia in esame deve essere presente in tutti i casi riscontrati di quella malattia.
2. deve essere possibile isolare il microrganismo dall'ospite malato e farlo crescere in coltura pura
3. ogni volta che una coltura pura del microrganismo viene inoculata in un ospite sano (ma suscettibile alla malattia), si riproduce la malattia
4. il microrganismo deve poter essere isolato nuovamente dall'ospite infettato sperimentalmente

Se positivi, abbiamo la prova della patogenicità del microrganismo e della sua influenza in un determinato quadro patologico.

## Limitazioni
Questi postulati, per quanto estremamente potenti, hanno evidenti limiti sperimentali:
1. Alcuni microrganismi commensali o normalmente presenti nell'ambiente danno patologia solo in determinati soggetti o situazioni
2. Spesso l'inoculazione, invece di portare a una patologia conclamata, provoca danni subclinici.
3. Alcuni microrganismi (ad esempio il Mycobacterium leprae o i fitoplasmi) non sono coltivabili in vitro o non è possibile trovare un animale adatto all'inoculazione (perché il patogeno ha tropismo unico per l'uomo o perché gli altri animali sviluppano una patologia diversa da quella sviluppata dall'uomo)